# Jack Brooks : Tueur de Monstres
Cet article possède un paronyme, voir Jack Brooks.
Pour plus de détails, voir Fiche technique et Distribution.
Jack Brooks : Tueur de Monstres (Jack Brooks: Monster Slayer) est un film canadien réalisé par Jon Knautz (it), sorti en 2008.
Les acteurs principaux de cette comédie d'horreur sont Trevor Matthews, Robert Englund et Rachel Skarsten.

## Synopsis
Le film met en scène Jack, jeune plombier dont la famille s'est fait décimer par un monstre dans sa jeunesse. Alors qu'il aide le professeur Crowley à réparer sa tuyauterie, un démon se réveille dans la maison et ne tarde pas à prendre possession du professeur.
Jack doit alors lutter contre sa colère, combattre le démon et enfin venger sa famille.

## Fiche technique
- Titre : Jack Brooks : Tueur de Monstres
- Titre original : Jack Brooks: Monster Slayer
- Réalisation : Jon Knautz (it)
- Scénario : John Ainslie, Jon Knautz (it), Trevor Matthews et Patrick White
- Musique : Ryan Shore
- Photo : Joshua Allen
- Montage : Matthew Brulotte
- Producteur : Neil Bregman, Trevor Matthews et Patrick White
- Format : 1,85:1
- Langue : anglais

## Distribution
- Robert Englund : Professeur Crowley
- Trevor Matthews : Jack Brooks / Troll de la forêt
- Rachel Skarsten : Eve
- David Fox : Howard
- Daniel Kash : le conseiller Silverstein
- James A. Woods
- Stefanie Drummond